# Rodolfo Santullo
Rodolfo Santullo (Ciudad de México, 19 de noviembre de 1979) es un escritor, periodista y guionista de historietas uruguayo-mexicano.

## Biografía
En su actividad periodística ha colaborado con Posdata, La República, Brecha y La Diaria.
Trabaja como editor del Grupo Belerofonte desde 2005, editando libros de historietas como “Crímenes”, “Las Aventuras de Juan el Zorro”, “Monstruo”, “Nuggu y los cuatro”, “Dioses y Demonios”.
Inicia su actividad como escritor en 2006. Forma parte de una nueva corriente de autores de novela negra uruguaya. Dentro de este género ha publicado novelas como "Cementerio Norte", "Sobres Papel Manila", "Luces de Neón", "El último adiós", "Matufia" y "La sangre llegó al río". Por fuera del género es autor de la novela histórica de horror y aventuras "Los cazadores del rey". Su narrativa se ha editado en Uruguay, Argentina, Brasil y España.
Autor de varias novelas gráficas como "Los últimos días del Graf Spee" (2008, junto a Matías Bergara); "Valizas" (2011, junto a Marcos Vergara), "Malandras" (2013, junto a Dante Ginevra); "Dengue" (2013, Bergara), "40 Cajones" (2013, junto a Jok) y "Far South" (2015, junto a Leandro Fernández). Sus trabajos se han publicado en Uruguay, Argentina, Brasil, Estados Unidos, Francia, Dinamarca, Alemania, Chile, Reino Unido y China. 
En 2011 ganó el premio Solano López como Mejor Guionista por "Cena con amigos" en la Feria del Libro de Buenos Aires. Ha ganado el prestigioso premio Trillo, que entrega el evento Crack Bang Boom de Rosario, Argentina, como Mejor Guionista en siete oportunidades.
La edición francesa de su novela gráfica El dormilón (Le dormeur, editado por iLatina) fue seleccionado para el premio Fauve Polar del prestigioso festival de Angouleme en 2023.
Es coguionista junto a Diego Fernández Pujol de la película "La teoría de los vidrios rotos".
En televisión, ha participado con varios episodios de las series uruguayas "Temporario" y "Es amor?".
En teatro es autor de la obra para jóvenes "El Portal: tres historias de terror" y la comedia "Matita" (junto a Esther Feldman).

## Obras
Narrativa
- Perro come perro (cuentos, Artefato, 2006).
- Las otras caras del verano (novela, Amuleto, en colaboración con Martín Bentancor, 2008).
- Cementerio Norte (novela, Trilce, 2009).
- Sobres papel manila (novela, 2010).
- Aquel Viejo Tango (novela, Estuario/Cosecha Rojaen colaboración con Martín Bentancor, 2011).
- El Último Adiós (novela, Banda Oriental, 2013)
- Matufia (novela, Estuario/Cosecha Roja, 2014).
- Luces de neón (novela, Estuario/Cosecha Roja, 2016).
- Los cazadores del rey (novela, Fin de Siglo, 2021)
- Mototaxi (cuentos, Estuario/Cosecha Roja, 2022).
- La sangre llegó al río (novela, TusQuets, 2023).
- Caza y pesca (novela, TusQuets, 2025).

Historieta
- Crímenes (antología, Grupo Belerofonte, 2005).
- Los últimos días del Graf Spee (novela gráfica, Grupo Belerofonte, 2008).
- Cena con amigos (novela gráfica, Grupo Belerofonte/Loco Rabia, 2009).
- Acto de guerra (novela gráfica, Grupo Belerofonte, 2010).
- Valizas (novela gráfica, Grupo Belerofonte/Estuario Editora, 2011).
- Dengue (novela gráfica, Grupo Belerofonte/Estuario Editora, 2012).
- 40 cajones (novela gráfica, Pictus, 2012).
- El club de los ilustres (novela gráfica, Grupo Belerofonte/Estuario Editora, 2012).
- Zitarrosa (novela gráfica, Grupo Belerofonte/Estuario Editora, 2012).
- Etchenike (novela gráfica, Pictus, 2013).
- La comunidad (novela gráfica, Mojito Colectivo Editorial, 2013).
- Far South (novela gráfica, Puro Comic, 2013).
- Malandras (novela gráfica, Historieteca, 2014).
- El club de los ilustres: Conspiración en las sombras (novela gráfica, Grupo Belerofonte/Estuario Editora, 2014).
- Señor Invierno (infantil, Pictus, 2014).
- Misterios de cuarto cerrado (antología, Pictus, 2014).
- Merlín, el druida: El porquerizo y el ladrón (novela gráfica, Pictus, 2015).
- El oro del zar (novela gráfica, Grupo Belerofonte/Estuario Editora/Loco Rabia, 2015).
- El dormilón (novela gráfica, Grupo Belerofonte/Loco Rabia, 2016).
- Reflejo (novela gráfica, Grupo Belerofonte/Loco Rabia, 2016).
- Banda de orcos: Una razón para morir (novela gráfica, Pictus, 2016).
- HOUNDS (antología, Pictus, 2016).
- Marca perro (infantil, Pictus, 2017).
- Regreso a las montañas de la locura (novela gráfica, Intendencia Municipal de Montevideo, 2017).
- El escapista (novela gráfica, Grupo Belerofonte/Loco Rabia, 2017).
- Animales (novela gráfica, Grupo Belerofonte/Loco Rabia, 2017).
- El camino del maestro (novela gráfica, Ediciones Túnel, 2018).
- Ladrones y Mazmorras (novela gráfica, Grupo Belerofonte/Loco Rabia, 2018).
- Garra en Viñetas (recopilación de tiras, Ediciones Túnel, 2019).
- Ladrones y Mazmorras: La canción de la serpiente (novela gráfica, Grupo Belerofonte/Loco Rabia, 2019).
- Pintamonos (novela gráfica, Maten al Mensajero, 2019).
- Mèng zhī hǎi (novela gráfica, CITIC Publishing House, 2020).
- Zomvikingos (novela gráfica, Capitán Ediciones, 2021).
- Macklemore (novela gráfica, Cápsula Ediciones, 2021).
- Ladrones y Mazmorras: El gran golpe (novela gráfica, Grupo Belerofonte/Loco Rabia, 2021).
- La orden del bes (novela gráfica, Los Aspirantes Ediciones, 2022).
- Nathaniel Fox y la tumba de Humayun (novela gráfica, Pictus, 2022).
- Merlín Integral (recopilatorio, Pictus, 2023).
- Bajo el ala del cóndor (novela gráfica, Planeta 2023).
- Morbidus. Misión: limpiar habitación (infantil, Hotel de las Ideas, 2023).
- Tacuara (novela gráfica, Historieteca, 2023).
- El lejano país de los estanques (novela gráfica, Planeta 2023).
- Dios y el Diablo en Sâo José Rio das Mortes (novela gráfica, Loco Rabia, 2024).
- El pasajero del U977 (novela gráfica, Pictus, 2024).
- Sueltos (antología, GComics, 2024).
- Primera edición: un misterio montevideano (novela gráfica, Planeta 2024).
- Le dormeur 2: La caravane (novela gráfica, iLatina 2024).
- Merlín Integral 2 (recopilatorio, Pictus, 2024).
- Bicentenario: un cómic con historia (novela gráfica, Banda Oriental, 2025).